# Mollasjön
Mollasjön är en sjö i Herrljunga kommun i Västergötland och ingår i Göta älvs huvudavrinningsområde. Sjön är 8 meter djup, har en yta på 0,629 kvadratkilometer och befinner sig 158 meter över havet. Nossan flyter rakt genom sjön från söder till norr. Invid Mollasjöns södra del finns naturreservatet Molla bokskog. Öster om sjön går vandringslederna Mollaleden (4 kilometer) och Fjällastigen (10 kilometer). Fjällastigen gör en avstickare på 1,7 kilometer vid Mollasjöns bokskog ner till Mollasjöns strand. Vid sjöns västra strand går Borås–Herrljunga Järnväg.
Mollasjön ingår i Molla fiskevårdsområde. I sjön finns abborre, gädda och mört.

## Delavrinningsområde
Mollasjön ingår i det delavrinningsområde (642581-133613) som SMHI kallar för Utloppet av Mollasjön. Medelhöjden är 205 meter över havet och ytan är 23,66 kvadratkilometer. Det finns inga avrinningsområden uppströms utan avrinningsområdet är högsta punkten. Nossan som avvattnar avrinningsområdet har biflödesordning 2, vilket innebär att vattnet flödar genom totalt 2 vattendrag innan det når havet efter 217 kilometer. Avrinningsområdet består mestadels av skog (65 %), öppen mark (13 %) och jordbruk (14 %). Avrinningsområdet har 0,72 kvadratkilometer vattenytor vilket ger det en sjöprocent på 3 %. Bebyggelsen i området täcker en yta av 0,69 kvadratkilometer eller 3 % av avrinningsområdet.